# Aechmea retusa
Aechmea retusa är en gräsväxtart som beskrevs av Lyman Bradford Smith. Aechmea retusa ingår i släktet Aechmea och familjen Bromeliaceae. Inga underarter finns listade i Catalogue of Life.